# BA058
BA058是一种用于治疗骨质疏松症的甲状旁腺激素相关蛋白模拟药物。根据Radius公司所作的2期试验，该药物可以在半年内提升患者易骨折处的骨矿物质密度，耐受性、安全性的实验结果均受到肯定。目前正展开3期试验，包含了皮下注射形式的试验。